# Villacuende
Villacuende es una localidad de la provincia de Palencia (Castilla y León, España) que pertenece al municipio de Villaturde. A efectos de administración de justicia, la localidad pertenece al partido judicial de Carrión de los Condes.

## Demografía
Evolución de la población en el siglo XXI
| Gráfica de evolución demográfica de Villacuende entre 2000 y 2020  |
|                                                                    |
| Población de derecho (2000-2020) según el padrón municipal del INE |

## Historia
A la caída del Antiguo Régimen la localidad se constituye en municipio constitucional y que en el censo de 1842 contaba con 10 hogares y 52 vecinos, para posteriormente integrarse en Villaturde.

## Personas destacadas
- Nicolás Polanco de Santillana (siglo XVI). Capitán de infantería en los Tercios. Hidalgo y contino de la Casa Real. En 1580 obtuvo la castellanía de Bari, donde murió en noviembre del mismo año.[4]